# Endosom
Endosomen (griechisch ἔνδον éndon, deutsch ‚innen‘ und soma = „Körper“) sind Vesikel tierischer und pflanzlicher Zellen, die bei einer Endozytose entstehen. Sie zählen zu den Organellen der Zelle. Endosomen werden als prälysosomale Zwischenstufe angesehen, dabei unterscheidet man zwischen frühen und späten Endosomen. Dabei erfolgt eine Retromer-vermittelte Sortierung von Membranproteinen. Frühe Endosomen befinden sich an der Zellperipherie, späte Endosomen eher im Bereich des Nucleus. Eine Ansäuerung durch spezielle Protonenpumpen bewirkt eine Loslösung der in den Endosomen gebundenen Moleküle von den jeweiligen Membranrezeptoren. Diese Rezeptoren können ausgeschleust und zurück zur Zellmembran transportiert werden, um einem weiteren endozytotischen Vorgang zur Verfügung zu stehen.
Endolysosomen entstehen durch Fusion eines Endosoms mit einem Lysosom, einem Vesikel, welches abbauende Enzyme enthält. In den Endolysosomen werden Proteine abgebaut; sie stellen ein spätes Kompartiment des endozytotischen Weges dar.

## Reifung der Endosomen
Die frühen Endosomen befinden sich sehr nahe an der Zellmembran und wandern an den Microtubuli entlang, wo sie ankommende Vesikel auffangen. Sie entstammen überwiegend endocytotischen Vesikeln, die miteinander verschmelzen; die genaue Bildung ist jedoch noch immer Gegenstand der Forschung. Sie weisen sowohl Röhren- als auch Vakuolenanteile auf. An Ersteren befindet sich der größte Teil der Membranoberfläche, während der Inhalt überwiegend im Vakoulenbereich vorkommt. Während der Endosomenreifung besteht der vakuoläre Teil weiter und wird in die späten Endosomen übernommen; der röhrenförmige Teil schrumpft. Es werden frisch hergestellte lysosomale Proteine aufgenommen. Während der Reifung bewegen sich die Endosomen entlang der Microtubuli in Richtung des Zellinneren, wobei mannigfaltige Änderungen vonstattengehen. Abgesehen vom Abwerfen der Röhrenanteile, verändern Rab-Proteine, Phospoinositid-Lipide, die Funktionsmaschinerie – bestehend aus SNAREs sowie Halteseilen – sowie Proteine der Microtubuli die Seite der Endosomenmembran, die dem Cytosol zugewandt ist. Des Weiteren wird eine ATPase (Typ V) – ein ATP spaltendes Enzym – integriert, die Protonen vom Cytosol in das Lumen des Endosoms pumpt und somit das Organell ansäuert. Die gestiegene Acidität erhöht die Aktivität der vorher aufgenommen lysosomalen Hydrolasen, aber noch nicht so, dass sie optimal agieren könnten. Zugleich werden lysosomale Proteine vom trans-Golgi-Netzwerk (TGN) an die Endosomen geliefert. Schlussendlich werden während des Reifens Stücke aus der Endosomenmembran in das Lumen abgeknospet; diese bilden intraluminale Vesikel. Wegen dieser Eigenschaft werden Endosomen ebenfalls als multivesikuläre Körperchen bezeichnet. Diese enthalten abzubauende Membranproteine. Alle aufgeführten Prozesse führen zur Umwandlung des Endosoms zu einem frühen Endolysosom.
Die Reifung der Endosomen hat neben dem Liefern von Abbau-Material ebenso die Funktion, die Lysosomen in Stand zu halten – zumal die Endosomen kontinuierlich lysosomale Proteine vom TGN liefern und so den Erhalt garantieren.